# Rașkiv, Horodenka
Rașkiv (în ucraineană Рашків) este o comună în raionul Horodenka, regiunea Ivano-Frankivsk, Ucraina, formată numai din satul de reședință.

## Demografie
Componența lingvistică a comunei Rașkiv
     Ucraineană (99,33%)
     Alte limbi (0,67%)
Conform recensământului din 2001, majoritatea populației comunei Rașkiv era vorbitoare de ucraineană (99,33%), existând în minoritate și vorbitori de alte limbi.